# Lazar' Samojlovič Frenkel'
Lazar' Samojlovič Frenkel' (Dnipro, 2 gennaio 1904 – Kiev, 1º febbraio 1978) è stato un regista cinematografico sovietico.

## Filmografia parziale

### Regista
- Divnyj sad (1935)
- Tom Sojer (1936)